# Румынский фронт
Румынский фронт — оперативно-стратегическое объединение Русской императорской армии на южном крыле русско-германского фронта Первой мировой войны. 
Фронт образован 3 (16) декабря 1916 года в связи с разгромом румынской армии войсками Центральных держав, произошедшим осенью 1916 года. Сокращённое наименование — РФ.

## Создание фронта
Вступление Румынии в войну 14 (27 августа) 1916 года на стороне Антанты ситуацию для союзников не улучшило. Потеряв в боевых действиях 1916 года почти всю свою территорию и около 250 тысяч человек убитыми, ранеными и пленными, Румыния практически выбыла из войны. Пришедшие на помощь румынской армии русские войска остановили в декабре 1916 года — январе 1917 года австро-болгаро-германские войска на реке Сирет. Был создан Румынский фронт Русской армии, в который вошли управление, Дунайская армия, 6-я армия из Петрограда, 4-я армия из состава Западного фронта и 9-я армия из состава Юго-Западного фронта, а также остатки румынских войск.

14 августа 1916 года Румыния, преодолев двухлетние колебания, объявила Австро-Венгрии войну. Ближайшие же месяцы показали, что наша новая союзница совершенно не была готова к военным испытаниям и уже к ноябрю потерпела поражение. Пал Бухарест. Треть всей румынской армии попала в плен. Оставшиеся боеспособные части отвели в провинцию Молдова, и в декабре они заняли позиции от Монастырки до Ирештидевице. Русскому командованию пришлось сдвинуть весь фронт на юг, чтобы прикрыть Бессарабию. Возник новый, Румынский фронт: севернее 2-й румынской армии теперь стояла наша 9-я армия, а русские 4-я и 6-я армии заслонили открытый участок фронта от Ирештидевице до Чёрного моря.
— А. М. Василевский, «Дело всей жизни»
После летней кампании 1916 года в позиционных военных действиях на Западном театре войны России наступила зимняя передышка, «отдохнуть» не удалось лишь Румынскому фронту, где продолжались боевые действия. Так, общие потери РИА, с 31 декабря по 6 января 1917 года, составили 2 723 убитых, 7 656 раненых, 373 контуженных и 453 пропавших без вести. В том числе 2 245 убитых (82,5 %) – на Румынском фронте. В январе в состав фронта подходило по 4 воинских эшелона с подкреплениями в сутки, вместо трёх в декабре 16-го. Некомплект личного людского состава в первой декаде января 17-го имелся лишь на Румынском фронте, поэтому командование фронта отправляло заявки на пополнение, так к 1 апреля 1917 года Румынский фронт просил поставить 380 маршевых рот в его состав.
К 1917 году противник вынужден был перебросить на Румынский с других фронтов 31 пехотную (из них 10 германских, 14 австро-венгерских, 4 болгарских и 3 турецких) и 7 кавалерийских (2 германских и 5 австрийских) дивизий.

## Состав фронта (период)
- Управление (штаб)
  - Формирования управления и непосредственного подчинения.
- 4-я армия (декабрь 1916 — начало 1918)
- 6-я армия (декабрь 1916 — начало 1918)
- 8-я армия (сентябрь 1917 — начало 1918)
- 9-я армия (декабрь 1916 — начало 1918)
- 1-я румынская армия (под командованием генерала Кристеску)
  - III корпус
  - V корпус
  - VI корпус
- 2-я румынская армия (генерал Авереску).

Протяжённость Первой линии (передовой линии, линии фронта) — 600 километров. К концу 1916 года на Румынском фронте располагалась 1/4 часть действующих Вооруженных сил России (35 пехотных и 13 кавалерийских дивизий).
В ноябре 1917 года на выборах в Учредительное собрание, на Румынском фронте, было подано 1 128,6 голосов (в тысячах). 

## Главнокомандующий армиями фронта
- Король Румынии Фердинанд I
  - Помощники главнокомандующего армиями фронта:
    - 12.12.1916—01.04.1917 — генерал от кавалерии В. В. Сахаров
    - 11.04.1917—25.03.1918 — генерал-адъютант, генерал от инфантерии Д. Г. Щербачёв

## Румынский фронтв 1917 году
Активные боевые действия на Румынском фронте были возобновлены в июле 1917 года после провалившегося июньского наступления. В сражении у Мэрэшти (началось 22 июля) румынской армии под командованием генерала А. Авереску удалось освободить около 500 кв. км территории. Ответное контрнаступление австро-германских войск под командованием генерал-фельдмаршала Макензена удалось остановить в сражении при Мэрэшешти. Русские части в этих боевых действиях были довольно пассивны из-за усиливавшегося разложения русской армии. К 8 сентября фронт окончательно стабилизировался, и это были последние активные боевые действия на Восточном фронте в 1917 году.
После Октябрьского вооружённого восстания в Петрограде помощнику главнокомандующего войсками фронта генералу Д. Г. Щербачёву (фактически исполнявшему обязанности главнокомандующего) удалось на некоторое время сдержать разложение войск фронта под воздействием революционных событий и большевистской агитации.
Большевистское влияние на солдатские массы здесь в целом было невелико, тем более что и в тылу этого фронта отсутствовали крупные большевистские организации, которые могли бы стать источниками такого влияния. Информация о политических событиях, поступавшая из Петрограда и Москвы, тщательно фильтровалась командованием и эсеро-меньшевистскими солдатскими комитетами. Внушительную третью силу на Румынском фронте представляла Центральная Рада. Эсерами, меньшевиками и представителями местных национальных партий велась массированная и небезуспешная контрбольшевистская пропаганда. Благодаря сложившейся ситуации эсеро-меньшевистское руководство солдатских комитетов и командование фронта смогло перехватить политическую инициативу у большевиков. В первые послеоктябрьские дни здесь были образованы эсеро-меньшевистские фронтовой и армейские военно-революционные комитеты. 30 октября (12 ноября) 1917 года фронтовой комитет принял решение о непризнании советской власти. Командование фронтом отказалось подчиняться новому Верховному главнокомандующему большевику Н. В. Крыленко.
Местные большевики по примеру Северного и Западного фронтов начали создавать свои ревкомы и назначать явочным порядком в части и соединения советских комиссаров. Предпринимались большевиками и попытки переизбрания солдатских комитетов, однако в целом время было уже упущено. К тому же командование фронта имело сильную поддержку в лице вооружённых формирований Центральной рады, а солдатские массы, как и на других фронтах, всячески уклонялись от оказания военной помощи как большевикам, так и их политическим противникам..
В конце 1917 года была налажена связь между штабом фронта и генералом М. В. Алексеевым, приступившим в Новочеркасске к созданию добровольческого вооружённого формирования для борьбы против советской власти. В результате возникла идея о создании на Румынском фронте Корпуса русских добровольцев для последующей его отправки на Дон.
Французские военные представители на Румынском фронте (в городе Яссы находился штаб Румынского фронта и генерала Бертело) поддержали генерала Щербачёва. Ему было разрешено начать мирные переговоры с австро-германцами. 20 ноября (3 декабря) 1917 года генерал Щербачёв обратился к фельдмаршалу Макензену и эрцгерцогу Иосифу с предложением немедленно начать переговоры о перемирии. Переговоры начались через два дня и закончились 26 ноября (9 декабря) в Фокшанах заключением перемирия между объединёнными русско-румынскими и германо-австрийскими войсками. Это позволило Щербачёву приступить к подавлению большевистского влияния в армии. В ночь на 5 (18) декабря он поручил войскам, верным Центральной раде, занять все штабы. За этим последовало разоружение румынами тех частей, в которых было сильно влияние большевиков. Оставшись без оружия и продовольствия, русские солдаты были вынуждены в жестокий мороз пешком уходить в Советскую Россию.
Румынский фронт фактически прекратил своё существование в середине декабря 1917 года. Тогда же румынские войска с согласия генерала Щербачёва вошли в Бессарабию — для поддержания порядка и спокойствия в своём тылу. В дальнейшем это привело к присоединению Бессарабии к Румынии.